# Jo0ji
jo0ji（ジョージ）は、日本の鳥取県出身・在住のシンガーソングライター。所属レーベルはキューンミュージック。

## 概要
漁師の父の元に育ち、現在も漁港で働きながら音楽活動を行う。制作する楽曲すべてにモデルになった人物やひもづくエピソードがあり、主に周りの知り合い・友人や仲間たちとの会話がもとになることが多い。YouTubeや自身のSNSには楽曲のセルフライナーノーツを毎曲掲載している。作詞・作曲・編曲のみならず、アートワーク制作も手掛ける。
小学2年生の頃、母親が昔使っていたピアノを弾き始める。近所の知人にピアノを習いながら久石譲の「Summer」やボカロ曲の「千本桜」をカバーしていた。両親が自宅で飲みながらよくレコードをかけていたことから、幼い頃より中島みゆき、吉田拓郎、柳ジョージ、RCサクセションを聴いて育ち、自身の創作する音楽への影響があったと語っている。中学生の時に観た RADWIMPS、高校生の時に観たエレファントカシマシのライブに感銘を受ける。小学生の時から映画『天使にラブ・ソングを…』、『ハリー・ポッター』シリーズをきっかけに映画が好きになる。『グーニーズ』でシンディ・ローパーを知り、ベスト盤を買うなど映画経由で音楽に触れることが多かった。
落ち込んでいた友達を励ますために作った初めての楽曲「不屈に花」で音楽活動をスタート。「jo0ji」という名前は「不屈に花」のデモをYouTube にアップしたときに付けた。すでにジョージ（Joji）というアーティストがいたので「0」をいれたという理由で、特別な意味はない。2024年、Spotify が今年躍進を期待するネクストブレイクアーティスト10組「Early Noise 2024」に選出され注目を集める。imase とは2022年の8月に「不屈に花」を配信リリースした際に交流が生まれ、親交を深める。

## 批評
『ROCKIN'ON JAPAN』総編集長の山崎洋一郎は 2024年2月29日発売の4月号のインタビュー編集後記で『幅広いリスナーに「こういうアーティストを待っていた」と思わせる特別な力を持つアーティスト』と評し、9月30日発売の11月号の編集後記では「これから遠からぬ先にとてつもなく大きな存在になっていくアーティスト」と絶賛している。

## 来歴
2021年
- 6月、YouTubeに「不屈に花」のデモを投稿するがその後非公開。初の自作曲投稿。10月に「駄叉」のデモを YouTube に公開。

2022年
- 2月、「ゑ喪」のデモ、3月に「雨酔い」のデモを YouTube に公開、8月3日に「不屈に花」をデジタルリリース、MVを公開するがその後どちらも非公開。

2023年
- 9月20日に初のEP作品「475」（読み：よなご）を配信リリース。WONKの江﨑文武と井上幹を共同編曲に迎え制作された EP には、2022年8月にリリースした「不屈に花」のリアレンジ ver.を含む全5曲を収録。ストリングス奏者として常田俊太郎や村岡苑子、またドラマーとして MONO NO AWARE の柳澤豊らが参加 している。カバー・アートワークはアート・ディレクター／デザイナー／イラスト レーターの吉良進太郎が担当。EP 収録の「≒」（読み：ニアリーイコール）は 9月6日にEPから先行配信リリースされ、MVはクリエイティブ・ユニットの Margt がディレクターを担当。
- 月24日、Spotify O-nest「exPoP!!!!! vol.156」に初のライブ出演。
- 11月25日、Spotify O-EAST で行われたクリエイティブユニット・Margt 主催の音楽×映像 の祭典「Margt ISLAND 23」に出演した。

2024年
- 1月11日、Spotify が 2024年に躍進を期待する次世代アーティスト「RADAR: Early  Noise 2024」に選ばれる。
- 1月31日シングル「ランタン」を配信リリース。
- 2月28日、シングル「escaper」を配信リリース。MVには jo0jiの曲をかねてより聴いていた俳優の成田凌が出演。
- 3月15日、Spotify O-EAST「Spotify Early Noise Night #16」に出演。
- 5月3日、「JAPAN JAM 2024」の BUZZ STAGE に出演。
- 6月30日、地元・鳥取県でのフェス「Sign’s FES」に出演。その夜、EP「475」収録「不屈に花」のMVを公開。同時にSMEJとの契約を発表した。
- 7月10日にシングル「駄叉」を配信リリース。本楽曲はFM802の7月度ヘヴィー・ローテーションに選出された。
- 8月7日にシングル「Nukui」を配信リリース。本楽曲は「やかんの麦茶 from 爽健美茶」（以下、「やかんの麦茶」）の WEB 動画「実家への 想い」篇に使用され、この WEB 動画にはお笑い芸人・マユリカの中谷祐太が出演 し、イラストも担当している。
- 9月4日にシングル「眼差し」を配信リリース。
- 10月2日にシングル「BAE」を配信リリース。
- 10月30日にシングル「ワークソング」を配信リリース。
- 11月1日に東京・渋谷 WWWX、11月9日に大阪・Yogibo META VALLEY にて自 身初のワンマンライブ「jo0ji 1st ONEMAN LIVE 漁火」を開催。

## ディスコグラフィー
|        | 配信日         | タイトル     |
| ------ | -------------- | ------------ |
| 1st EP | 2023年9月20日  | 475          |
| 1st SG | 2024年1月31日  | ランタン     |
| 2rd SG | 2024年2月28日  | escaper      |
| 3rd SG | 2024年7月10日  | 駄叉         |
| 4th SG | 2024年8月7日   | Nukui        |
| 5th SG | 2024年9月4日   | 眼差し       |
| 6th SG | 2024年10月2日  | BAE          |
| 7th SG | 2024年10月30日 | ワークソング |